# Liste de milliardaires français
Cet article présente les milliardaires français figurant parmi les 20 premiers dans au moins l'un des principaux classements publiés dans la presse nationale ou internationale.

## Classements
- Forbes[1] : en 2023, ce classement inclut 41 français milliardaires  en dollars.
- Bloomberg[2] : ce classement inclut 500 milliardaires mondiaux. Le tableau donne les valeurs des fortunes professionnelles au 27 juillet 2024.
- Challenges[3] : ce classement concerne les 500 plus grosses fortunes liées à des entreprises, au 30 juin 2024 ; les 137 premiers du classement sont milliardaires en euros.
- Capital[4] : ce classement dit 2023 a été établi d'après la fortune des intéressés vers la mi-2023.

## Liste des milliardaires
| Rang en France | Rang mondial selon Forbes | Principal détenteur du capital                       | Fortune en milliards de dollars Classement Forbes 2024 | Fortune en milliards de dollars Classement Bloomberg 27 juillet 2024 | Fortune en milliards d'euros Classement Challenges 2024 | Fortune en milliards d'euros Classement Capital 2023 | Principale entreprise                | Remarques                                                                        |
| -------------- | ------------------------- | ---------------------------------------------------- | ------------------------------------------------------ | -------------------------------------------------------------------- | ------------------------------------------------------- | ---------------------------------------------------- | ------------------------------------ | -------------------------------------------------------------------------------- |
| 1              | 3                         | Bernard Arnault                                      | 183,1                                                  | 188                                                                  | 190,3                                                   | 174,5                                                | LVMH                                 | Inclut la famille                                                                |
| 2              | 18                        | Françoise Bettencourt Meyers                         | 88,5                                                   | 89,0                                                                 | 84,1                                                    | 80,9                                                 | L'Oréal                              | Inclut la famille                                                                |
| 3              | 40 ex aequo chacun        | Alain et Gérard Wertheimer                           | 75,6                                                   | 98,2                                                                 | 115                                                     | 89,5                                                 | Chanel                               | Classés séparément par Forbes                                                    |
| 4              | 279 chacun                | Rodolphe Saadé Jacques Saadé Jr et Tanya Saadé Zeeny | 26,7                                                   | 33                                                                   | 32                                                      | 44,0                                                 | CMA CGM                              | Inclut la famille                                                                |
| 5              | 314 ex aequo chacun       | Laurent, Marie-Hélène Habert et Thierry Dassault     | 24,9                                                   | 26                                                                   | 28,6                                                    | 32,0                                                 | Dassault                             | Olivier Dassault, décédé le 7 mars 2021, n'est pas inclus dans Forbes 2022       |
| 6              | 80                        | Emmanuel Besnier                                     | 24,2                                                   | -                                                                    | 14,5                                                    | 15,6                                                 | Lactalis                             | Compté avec Jean-Michel et Marie dans Challenges                                 |
| 7              | 82                        | François Pinault                                     | 24,0                                                   | 26,2                                                                 | 23,6                                                    | 27,8                                                 | Kering                               | Inclut la famille                                                                |
| 8              | 138                       | Nicolas Puech                                        | 13,9                                                   | -                                                                    | 13,4                                                    | 11,6                                                 | Hermès                               |                                                                                  |
| 9              | 225                       | Xavier Niel                                          | 10,0                                                   | 9,5                                                                  | 22,1                                                    | 9,6                                                  | Free                                 |                                                                                  |
| 10             | 229                       | Carrie et François Perrodo                           | 9,9                                                    | -                                                                    | 9,5                                                     | 5,7                                                  | Perenco                              | Inclut les descendants de Hubert Perrodo                                         |
| 11             | 253                       | Vincent Bolloré                                      | 9,4                                                    | 8,9                                                                  | 11,1                                                    | 10,8                                                 | Bolloré                              | Inclut la famille                                                                |
| 12             | 308 ex aequo              | Jean-Michel Besnier                                  | 8,4                                                    | -                                                                    | -                                                       | -                                                    | Lactalis                             | Compté avec Emmanuel dans Challenges et dans Capital                             |
| 13             | 308 ex aequo              | Marie Besnier Beauvalot                              | 8,4                                                    | -                                                                    | -                                                       | -                                                    | Lactalis                             | Comptée avec Emmanuel dans Challenges et dans Capital                            |
| 14             | 431                       | Patrick Drahi                                        | 6,7                                                    | -                                                                    | 8,65                                                    | -                                                    | SFR                                  |                                                                                  |
| 15             | 470                       | Alain Mérieux                                        | 6,3                                                    | 6,7                                                                  | 6,55                                                    | 7,4                                                  | BioMérieux                           | Inclut la famille                                                                |
| 16             | 472                       | Pierre Omidyar                                       | 6,3                                                    | 11,4                                                                 | 5,6                                                     | -                                                    | eBay                                 | Noté comme américain dans les classements Forbes et Bloomberg                    |
| 17             | 1254 ex aequo             | Anne et Henri Beaufour                               | 5,4                                                    | -                                                                    | 5,35                                                    |                                                      | Ipsen                                | Inclut Henri, Anne et leur famille                                               |
| 18             | 575                       | Michel Leclercq                                      | 5,3                                                    | -                                                                    | 2,8                                                     | -                                                    | Decathlon                            |                                                                                  |
| 19             | 743                       | Stéphane Bancel                                      | 4,6                                                    | 7,8                                                                  | 3,95                                                    |                                                      | Moderna                              |                                                                                  |
| 20             | 760                       | Sophie Bellon                                        | 4,3                                                    | 6,2                                                                  | 5,45                                                    |                                                      | Sodexo                               | Successeurs de Pierre Bellon                                                     |
| 21             | 1434 ex-aequo             | Martin et Olivier Bouygues                           | 4,6                                                    | -                                                                    | 4,3                                                     |                                                      | Bouygues                             | Inclut la famille                                                                |
| 22             | 767                       | Marc Ladreit de Lacharrière                          | 4,2                                                    | -                                                                    | 4,4                                                     |                                                      | Fimalac                              |                                                                                  |
| 23             | 929                       | Charles Edelstenne                                   | 3,5                                                    | -                                                                    | 2,95                                                    |                                                      | Dassault Systèmes, Dassault Aviation |                                                                                  |
| 24             | 979                       | Mohed Altrad                                         | 3,3                                                    | -                                                                    | 5,9                                                     |                                                      | Altrad                               |                                                                                  |
| 25             | 1253 et 1290              | Gilles Martin et Yves-Loïc Martin                    | 3,9                                                    | -                                                                    | 3,5                                                     |                                                      | Eurofins Scientific                  | Dans Forbes, Yves-Loïc Martin est compté séparément pour 1,2 milliard de dollars |
| 26             | 1146                      | Evan Spiegel                                         | 2,6                                                    | -                                                                    | 3,35                                                    |                                                      | Snapchat                             | Classé comme américain par Forbes                                                |
| 27             |                           | Axel Dumas                                           | -                                                      | -                                                                    | 155                                                     | 133,6                                                | Hermès                               | Inclut 16 membres de la famille mais pas Nicolas Puech                           |
| 28             |                           | Gérard Mulliez                                       | -                                                      | -                                                                    | 28                                                      | 50                                                   | Auchan                               | Inclut la famille dite Groupe Mulliez                                            |
| 29             |                           | Pierre Castel                                        | (9,9 en 2015)                                          | -                                                                    | 14                                                      | 12,1                                                 | Castel                               | Inclut la famille                                                                |
| 30             |                           | Gilles Hennessy                                      | -                                                      | -                                                                    | 6,9                                                     | -                                                    | LVMH                                 | Inclut les familles Hennessy, Moët et Chandon                                    |
| 31             |                           | Danièle et Alexandre Ricard                          | -                                                      | -                                                                    | 4,95                                                    | 6,0                                                  | Pernod Ricard                        | Inclut la famille                                                                |
| 32             |                           | Famille Courtin-Clarins (Christian et Olivier)       | -                                                      | -                                                                    | 8,4                                                     | 6,9                                                  | Clarins                              | Inclut les héritiers de Jacques Courtin                                          |
| 33             |                           | Robert Peugeot                                       |                                                        |                                                                      | 4,5                                                     | 8,3                                                  | Stellantis                           | Inclut le reste de la famille                                                    |
| 34             |                           | Marie-Christine Coisne-Roquette                      | -                                                      | -                                                                    | 9,5                                                     | 7,2                                                  | Sonepar                              | Inclut les familles Coisne et Lambert                                            |
| 35             |                           | Marc Hériard-Dubreuil                                | -                                                      | -                                                                    | 2.7                                                     | -                                                    | Rémy-Cointreau                       | Inclut Dominique, François et Michel                                             |
| 36             |                           | Pierre-Édouard Stérin                                | -                                                      | -                                                                    | 1,6                                                     | -                                                    | Smartbox                             |                                                                                  |

## Milliardaires français qui vivent aux États-Unis
RTL et French Morning ont extrait dans la liste des 42 milliardaires français de Forbes les 8 milliardaires qui vivent aux États-Unis. 6 parmi les 8 ont acquis leur fortune récemment grâce à la création d'une startup. 3 d'entre eux ont fait leurs études à l'École centrale Paris, :
| Milliardaire                         | Fortune en milliards de dollars le 7 avril 2021 | Études                           | Principales entreprises                                     | Remarques                                                               |
| ------------------------------------ | ----------------------------------------------- | -------------------------------- | ----------------------------------------------------------- | ----------------------------------------------------------------------- |
| Alain Wertheimer & Gérard Wertheimer | 34,5 chacun                                     |                                  | Chanel Bourjois Holland & Holland Eres Média participations | Seuls milliardaires du tableau qui n'ont pas créé une startup récemment |
| Pierre Omidyar                       | 22,8                                            | Université Tufts                 | Ebay Omidyar Network                                        | Origine iranienne, double nationalité française et américaine           |
| Stéphane Bancel                      | 4,3                                             | École centrale Paris             | Moderna                                                     |                                                                         |
| Olivier Pomel & Alexis Lê Quôc       | 1,9 chacun                                      | École centrale Paris             | Datadog                                                     |                                                                         |
| Benoît Dageville & Thierry Cruanes   | 1,6 chacun                                      | Université Pierre-et-Marie-Curie | Snowflake Inc.                                              |                                                                         |